# 금왕읍
금왕읍(金旺邑)은 충청북도 음성군의 읍이다. 음성군 내에서 가장 번화하고 인구가 많다.

## 역사
- 조선시대 충청도 충주군 금목면(金目面), 법왕면(法旺面)
- 1895년 음력 윤5월 1일 충주부 충주군[1]
- 1896년 8월 4일 충청북도 충주군[2]
- 1906년 9월 24일 충청북도 음성군
- 1914년 4월 1일 금목면(金目面), 법왕면(法旺面)를 합하여 금왕면(金旺面)으로 개편하였다.[3] (21리)
- 1973년 7월 1일 금왕면, 생극면 도신리 일부(정생리)을 금왕읍으로 승격하였다.[4] (22법정리)

## 행정 구역
- 각회리(覺悔里)
- 구계리(九溪里)
- 금석리(金石里)
- 내곡리(內谷里)
- 내송리(內松里)
- 도청리(道晴里)
- 무극리(無極里): 행정복지센터 소재지
- 백야리(白也里)
- 본대리(本垈里)
- 봉곡리(蓬谷里)
- 사창리(社倉里)
- 삼봉리(三峰里)
- 쌍봉리(雙峰里)
- 신평리(新坪里)
- 오선리(梧仙里)
- 용계리(龍溪里)
- 유촌리(柳村里)
- 유포리(柳浦里)
- 육령리(六靈里)
- 정생리(井生里)
- 행제리(杏堤里)
- 호산리(湖山里)

## 주요기관
교육기관
- 금왕유치원
- 초등학교
  - 무극초등학교
  - 쌍봉초등학교
  - 오선초등학교
  - 용천초등학교
- 중학교
  - 무극중학교
- 고등학교
  - 충북반도체고등학교 (구 금왕공업고등학교)
- 금왕도서관

의료기관
- 음성군보건소 금왕보건지소
  - 유포보건진료소
  - 내곡보건진료소

## 아파트
- 대한주택공사
  - 상지건영㈜ - 금왕주공 1단지 / 1999년 5월 입주
  - 금성백조주택 - 금왕휴먼시아 2단지 / 2002년 10월 입주
  - 동광건설㈜, 유진건설㈜ - 금왕주공 3단지 / 2007년 6월 입주

## 같이 보기
- 음성군
- 금왕 단층